# Roots and Echoes
Roots and Echoes è il quarto album della band inglese The Coral. L'album è stato pubblicato il 6 agosto 2007 ed è entrato nelle classifiche inglesi all'ottavo posto la prima settimana, al ventesimo la seconda e al cinquantesimo la terza.

## Tracce
1. Who's Gonna Find Me (James Skelly, Nick Power) - 3:27
2. Remember Me (J. Skelly) - 3:27
3. Put the Sun Back (J. Skelly) - 3:04
4. Jacqueline (J. Skelly, N. Power) - 3:30
5. Fireflies (J. Skelly, Bill Ryder-Jones) - 3:59
6. In the Rain (J. Skelly, N. Power) - 3:08
7. Not So Lonely (J. Skelly) - 3:47
8. Cobwebs (J. Skelly, Ian Skelly, Lee Southall) - 3:31
9. Rebecca You (J. Skelly, N. Power,  B. Ryder-Jones) - 3:52
10. She's Got a Reason (J. Skelly) - 4:28
11. Music at Night (J. Skelly, B. Ryder-Jones, Marcus Holdaway) - 6:15

## Formazione
The Coral
- James Skelly - voce, chitarra, produttore, arrangiamenti
- Lee Southall - chitarra, produttore, arrangiamenti
- Bill Ryder-Jones - chitarra, produttore, arrangiamenti, arrangiamenti degli archi
- Paul Duffy - basso elettrico, produttore, arrangiamenti
- Nick Power - tastiere, produttore, arrangiamenti
- Ian Skelly - batteria, produttore, design

Produzione
- Craig Silvey - produttore, fonico, mixer
- Ian Broudie - produttore
- Phil Brown – fonico
- David McDonnell – assistente fonico
- Serge Krebs – assistente fonico, assistente mixing
- Raj Das – assistente fonico
- Marcus Holdaway – arrangiamenti archi
- George Marino – mastering

Altri musicisti
- Martin Holdaway– archi
- Sally Herbert – archi
- Katherine Shave – archi
- Nicola Sweeney – archi
- Brian Wright – archi
- Ellen Blair – archi
- Jackie Norrie – archi
- Matthew Draper – oboe
- Leila Ward – oboe
- Martin Dunsdon – flauto

Altri
- Kevin Power – design, fotografia
- Ray Tang – fotografia